# Вінаго синьошиїй
Віна́го синьошиїй (Treron olax) — вид голубоподібних птахів родини голубових (Columbidae). Мешкає в Південно-Східній Азії.

## Опис
Довжина птаха становить 22 см, вага 77 г. Виду притаманний статевий диморфізм. У самців голова світло-сіра, тім'я, потилиця та шия темно-сірі. Верхня частина грудей темно-оранжева, живіт жовтувато-зелений. Дзьоб світлий, райдужка кремова зі світло-коричневим кільцем. Навколо очей блакитнуваті кільця. У самиць верхня частина тіла темно-оливково-зелена, нижня частина тіла жовто-зелена.

## Поширення й екологія
Синьошиї вінаго мешкають на Малайському півострові, на Суматрі і Калімантані, на сусідніх островах та на заході Яви. Вони живуть у вологих рівнинних тропічних лісах, на плантаціях, у парках і садах. Зустрічаються парами або невеликими зграями до 10 птахів, на висоті до 1400 м над рівнем моря. Живляться плодами, зокрема плодами фікусів. Гніздяться на деревах або в чагарниках. У кладці 2 білих яйця.